# Casselton
Casselton è un centro abitato (city) degli Stati Uniti d'America, situato nella Contea di Cass nello Stato del Dakota del Nord. Nel censimento del 2000 la popolazione era di 1.865 abitanti. La città è stata fondata nel 1876.

## Geografia fisica
Secondo i rilevamenti dell'United States Census Bureau, la località di Casselton si estende su una superficie di 3,7 km², tutti occupati da terre.

## Popolazione
Secondo il censimento del 2000, a Casselton vivevano 1.865 persone, ed erano presenti 509 gruppi familiari. La densità di popolazione era di 507 ab./km². Nel territorio comunale si trovavano 738 unità edificate. Per quanto riguarda la composizione etnica degli abitanti, il 98,22% era bianco, lo 0,16% era afroamericano, lo 0,27% era nativo e lo 0,16% proveniva dall'Asia. Lo 0,11% apparteneva ad altre razze, mentre l'1,08% a due o più razze. La popolazione di ogni razza ispanica corrispondeva allo 0,49% degli abitanti.
Per quanto riguarda la suddivisione della popolazione in fasce d'età, il 31,6% era al di sotto dei 18, il 5,9% fra i 18 e i 24, il 30,5% fra i 25 e i 44, il 20,2% fra i 45 e i 64, mentre infine l'11,8% era al di sopra dei 65 anni di età. L'età media della popolazione era di 34 anni. Per ogni 100 donne residenti vivevano 106,1 maschi.